# Hannah Higgins
Hannah B. Higgins (née en 1964) est une auteure américaine vivant à Chicago, dans l'Illinois.
Les recherches de Higgins portent sur divers sujets de l'art post-conceptuel (visuels, musicaux, informatiques et matériels) en termes philosophiques pratiquement imbriqués : information et sensation. Elle est professeure au département d'histoire de l'art et directrice fondatrice d'IDEAS, à l'université de l'Illinois à Chicago.

## Biographie
Higgins est la fille des artistes de Fluxus, Dick Higgins et Alison Knowles. Elle obtient son BA en 1988 de l'Oberlin College, son MA de l'Université de Chicago en 1990 et son doctorat en 1994 de l'université de Chicago.
Higgins est mariée à Joe Reinstein, responsable du marketing numérique, et a deux enfants, Zoë et Nathalie.
Sa sœur jumelle, Jessica Higgins, est une artiste intermedia basée à New York.

## Publications
- Avec Douglas Kahn, Higgins a co-édité une anthologie d'art informatique (1960-1970) intitulée Mainframe Experimentalism: Early Computing and the Foundations of Digital Art, publiée en 2012 par l'University of California Press.
- The Grid Book, MIT Press, 2009[2]
- Elle est l'auteur d'une histoire du mouvement Fluxus, Fluxus Experience, publiée en 2002 par l'University of California Press[3]